# Economics Letters
Economics Letters (Econ Lett; Экономические письма) — специализированный экономический журнал. Главным редактором издания является известный экономист Э. Мэскин.

## История
Журнал был изначально задуман как нетрадиционное издание: вместо обычных статей здесь печатаются короткие научные сообщения (письма). Единственный в своём роде журнал в области экономической теории является специфическим средством быстрого распространения новых методов, результатов, моделей во всех сферах экономических исследований.
Периодичность издания: 12 номеров в год.